# Earias punctilineis
Earias punctilineis är en fjärilsart som beskrevs av Embrik Strand 1917. Earias punctilineis ingår i släktet Earias och familjen trågspinnare. Inga underarter finns listade i Catalogue of Life.